# Норт-Сірак'юс (Нью-Йорк)
Норт-Сірак'юс (англ. North Syracuse) — селище (англ. village) в США, в окрузі Онондага штату Нью-Йорк. Населення — 6739 осіб (2020).

## Географія
Норт-Сірак'юс розташований за координатами 43°8′2″ пн. ш. 76°7′50″ зх. д. / 43.13389° пн. ш. 76.13056° зх. д. (43.133853, -76.130571).  За даними Бюро перепису населення США в 2010 році селище мало площу 5,07 км², уся площа — суходіл.

## Демографія
Згідно з переписом 2010 року, у селищі мешкало 6800 осіб у 3069 домогосподарствах у складі 1728 родин. Густота населення становила 1341 особа/км².  Було 3201 помешкання (631/км²).
Расовий склад населення:
| - 93,7 % — білих - 2,3 % — чорних або афроамериканців - 0,8 % — корінних американців - 0,7 % — азіатів |

До двох чи більше рас належало 1,7 %. Частка іспаномовних становила 2,6 % від усіх жителів.
За віковим діапазоном населення розподілялося таким чином: 21,0 % — особи молодші 18 років, 60,9 % — особи у віці 18—64 років, 18,1 % — особи у віці 65 років та старші. Медіана віку мешканця становила 41,2 року. На 100 осіб жіночої статі у селищі припадало 93,3 чоловіків;  на 100 жінок у віці від 18 років та старших — 89,1 чоловіків також старших 18 років.
Середній дохід на одне домашнє господарство  становив 54 220 доларів США (медіана — 43 411), а середній дохід на одну сім'ю — 62 501 долар (медіана — 54 250). Медіана доходів становила 46 320 доларів для чоловіків та 38 125 доларів для жінок. За межею бідності перебувало 8,6 % осіб, у тому числі 9,4 % дітей у віці до 18 років та 9,2 % осіб у віці 65 років та старших.
Цивільне працевлаштоване населення становило 3069 осіб. Основні галузі зайнятості: освіта, охорона здоров'я та соціальна допомога — 28,1 %, роздрібна торгівля — 16,6 %, мистецтво, розваги та відпочинок — 13,1 %.